# Natação nos Jogos Olímpicos de Verão de 2020 - 100 m borboleta masculino
A competição dos 100 m borboleta masculino da natação nos Jogos Olímpicos de Verão de 2020 foi disputada entre 29 e 31 de julho de 2021 no Centro Aquático, em Tóquio. Um total de 56 nadadores de 45 Comitês Olímpicos Nacionais (CON) participaram do evento.

## Qualificação
O tempo de qualificação olímpica ao evento foi de 51.96 segundos. Até dois nadadores por Comitê Olímpico Nacional (CON) poderiam se qualificar automaticamente nadando naquele tempo em um evento de qualificação aprovado. Por sua vez, o tempo de seleção olímpica foi de 53.52 segundos. Até um nadador por CON estaria elegível para a qualificação com esse tempo com sua entrada classificada em um ranking até que o número de participantes fosse atingido. CONs sem um nadador qualificado em qualquer evento poderiam obter seus lugares através das vagas de universalidade.

## Formato
A competição consiste em três rodadas: preliminares, semifinais e final. Os nadadores com os 16 melhores tempos nas baterias preliminares avançam as semifinais. Já os nadadores com os 8 melhores tempos nas semifinais avançam a final. Desempates (swim-offs) são utilizados conforme necessário para quebrar os empates de avanço a próxima rodada.

## Calendário
Horário local (UTC+9)
| Data                | Horário | Fase         |
| ------------------- | ------- | ------------ |
| 29 de julho de 2021 | 19:40   | Preliminares |
| 30 de julho de 2021 | 10:30   | Semifinais   |
| 31 de julho de 2021 | 10:30   | Final        |

## Medalhistas
| Ouro   | USA Caeleb Dressel |
| Prata  | HUN Kristóf Milák  |
| Bronze | SUI Noè Ponti      |

## Recordes
Antes desta competição, os recordes mundiais e olímpicos da prova eram os seguintes:
| Tipo | Atleta           | Tempo | Local          | Data                 |
| ---- | ---------------- | ----- | -------------- | -------------------- |
|      | Caeleb Dressel   | 49.50 | Gwangju        | 26 de julho de 2019  |
|      | Joseph Schooling | 50.39 | Rio de Janeiro | 12 de agosto de 2016 |

Os seguintes recordes mundiais e/ou olímpicos foram estabelecidos durante esta competição:
| Data                | Evento       | Atleta             | Tempo | Notas            |
| ------------------- | ------------ | ------------------ | ----- | ---------------- |
| 29 de julho de 2021 | Preliminares | USA Caeleb Dressel | 50.39 | =                |
| 30 de julho de 2021 | Semifinal    | HUN Kristóf Milák  | 50.31 | Recorde olímpico |
| 30 de julho de 2021 | Semifinal    | USA Caeleb Dressel | 49.71 | Recorde olímpico |
| 31 de julho de 2021 | Final        | USA Caeleb Dressel | 49.45 | ,                |

## Resultados

### Preliminares
Os nadadores com as 16 primeiras colocações, independente da bateria, avançam as semifinais.
| Pos. | Bateria | Raia | Nadador              | CON                   | Tempo | Notas            |
| ---- | ------- | ---- | -------------------- | --------------------- | ----- | ---------------- |
| 1    | 8       | 4    | Caeleb Dressel       | USA Estados Unidos    | 50.39 | Q, =             |
| 2    | 7       | 4    | Kristóf Milák        | HUN Hungria           | 50.62 | Q                |
| 3    | 8       | 6    | Jakub Majerski       | POL Polônia           | 50.97 | Q,               |
| 4    | 8       | 5    | Andrey Minakov       | ROC                   | 51.00 | Q                |
| 5    | 7       | 6    | Noè Ponti            | SUI Suíça             | 51.24 | Q                |
| 6    | 6       | 5    | Josif Miladinov      | BUL Bulgária          | 51.28 | Q                |
| 7    | 6       | 7    | Luis Martínez        | GUA Guatemala         | 51.29 | Q,               |
| 8    | 6       | 4    | Matthew Temple       | AUS Austrália         | 51.39 | Q                |
| 9    | 7       | 7    | Joshua Liendo        | CAN Canadá            | 51.52 | Q                |
| 10   | 7       | 5    | Mehdy Metella        | FRA França            | 51.53 | Q                |
| 11   | 5       | 1    | Nyls Korstanje       | NED Países Baixos     | 51.54 | Q,               |
| 12   | 6       | 3    | Naoki Mizunuma       | JPN Japão             | 51.57 | Q                |
| 12   | 8       | 2    | Tom Shields          | USA Estados Unidos    | 51.57 | Q                |
| 14   | 5       | 2    | Youssef Ramadan      | EGY Egito             | 51.67 | Q,               |
| 14   | 7       | 2    | Szebasztián Szabó    | HUN Hungria           | 51.67 | Q                |
| 16   | 5       | 6    | Sun Jiajun           | CHN China             | 51.74 | Q                |
| 17   | 6       | 2    | Federico Burdisso    | ITA Itália            | 51.82 |                  |
| 18   | 6       | 6    | Chad le Clos         | RSA África do Sul     | 51.89 |                  |
| 18   | 8       | 7    | Mikhail Vekovishchev | ROC                   | 51.89 |                  |
| 20   | 7       | 3    | Takeshi Kawamoto     | JPN Japão             | 51.93 |                  |
| 21   | 5       | 3    | Tomer Frankel        | ISR Israel            | 51.99 |                  |
| 22   | 6       | 8    | Paweł Korzeniowski   | POL Polônia           | 52.00 |                  |
| 23   | 7       | 1    | Marius Kusch         | GER Alemanha          | 52.05 |                  |
| 24   | 4       | 6    | Santiago Grassi      | ARG Argentina         | 52.07 |                  |
| 24   | 8       | 8    | Jacob Peters         | GBR Grã-Bretanha      | 52.07 |                  |
| 26   | 7       | 8    | Vinicius Lanza       | BRA Brasil            | 52.08 |                  |
| 27   | 3       | 2    | Tomoe Zenimoto Hvas  | NOR Noruega           | 52.22 | Recorde nacional |
| 28   | 4       | 8    | Louis Croenen        | BEL Bélgica           | 52.23 |                  |
| 29   | 4       | 7    | Antani Ivanov        | BUL Bulgária          | 52.25 |                  |
| 30   | 8       | 1    | David Morgan         | AUS Austrália         | 52.31 |                  |
| 31   | 6       | 1    | Santo Condorelli     | ITA Itália            | 52.32 |                  |
| 32   | 5       | 7    | Matthew Sates        | RSA África do Sul     | 52.34 |                  |
| 33   | 3       | 7    | Dylan Carter         | TTO Trinidad e Tobago | 52.36 | Recorde nacional |
| 34   | 4       | 4    | Quah Zheng Wen       | SGP Singapura         | 52.39 |                  |
| 35   | 3       | 4    | Wang Kuan-hung       | TPE Taipé Chinês      | 52.44 |                  |
| 35   | 4       | 3    | Ümitcan Güreş        | TUR Turquia           | 52.44 |                  |
| 37   | 3       | 8    | Shane Ryan           | IRL Irlanda           | 52.52 | Recorde nacional |
| 37   | 4       | 5    | Jan Šefl             | CZE República Checa   | 52.52 |                  |
| 37   | 5       | 5    | Simon Bucher         | AUT Áustria           | 52.52 |                  |
| 40   | 3       | 6    | Nikola Miljenić      | CRO Croácia           | 52.68 |                  |
| 41   | 3       | 1    | Kregor Zirk          | EST Estônia           | 52.82 |                  |
| 42   | 5       | 4    | Yauhen Tsurkin       | BLR Bielorrússia      | 52.90 |                  |
| 43   | 4       | 1    | Matheus Gonche       | BRA Brasil            | 53.02 |                  |
| 44   | 5       | 8    | Joseph Schooling     | SGP Singapura         | 53.12 |                  |
| 45   | 2       | 2    | Abeku Jackson        | GHA Gana              | 53.39 | Recorde nacional |
| 46   | 2       | 5    | Sajan Prakash        | IND Índia             | 53.45 |                  |
| 47   | 2       | 4    | Moon Seung-woo       | KOR Coreia do Sul     | 53.59 |                  |
| 48   | 2       | 3    | Abbas Qali           | KUW Kuwait            | 53.62 |                  |
| 49   | 2       | 1    | Steven Aimable       | SEN Senegal           | 53.64 |                  |
| 50   | 2       | 7    | Navaphat Wongcharoen | THA Tailândia         | 54.36 |                  |
| 51   | 2       | 6    | Benjamin Hockin      | PAR Paraguai          | 54.81 |                  |
| 51   | 2       | 8    | Davidson Vincent     | HAI Haiti             | 54.81 |                  |
| 53   | 3       | 5    | Daniel Martin        | ROU Romênia           | 55.09 |                  |
| 54   | 1       | 4    | Salvador Gordo       | ANG Angola            | 55.96 |                  |
| 55   | 1       | 5    | Yousif Bu Arish      | KSA Arábia Saudita    | 56.29 |                  |
| 56   | 1       | 3    | Abdulla Ahmed        | BRN Bahrein           | DSQ   |                  |
| 56   | 3       | 3    | Ihor Troianovskyi    | UKR Ucrânia           | DNS   |                  |
| 56   | 4       | 2    | Gal Cohen Groumi     | ISR Israel            | DNS   |                  |
| 56   | 8       | 3    | James Guy            | GBR Grã-Bretanha      | DNS   |                  |

### Semifinais
Os nadadores com as 8 primeiras colocações, independente da bateria, avançam a final.
| Pos. | Bateria | Raia | Nadador           | CON                | Tempo | Notas |
| ---- | ------- | ---- | ----------------- | ------------------ | ----- | ----- |
| 1    | 2       | 4    | Caeleb Dressel    | USA Estados Unidos | 49.71 | Q,    |
| 2    | 1       | 4    | Kristóf Milák     | HUN Hungria        | 50.31 | Q     |
| 3    | 2       | 3    | Noè Ponti         | SUI Suíça          | 50.76 | Q,    |
| 4    | 1       | 3    | Josif Miladinov   | BUL Bulgária       | 51.06 | Q     |
| 5    | 1       | 5    | Andrey Minakov    | ROC                | 51.11 | Q     |
| 6    | 1       | 6    | Matthew Temple    | AUS Austrália      | 51.12 | Q     |
| 7    | 2       | 5    | Jakub Majerski    | POL Polônia        | 51.24 | Q     |
| 8    | 2       | 6    | Luis Martínez     | GUA Guatemala      | 51.30 | Q     |
| 9    | 1       | 2    | Mehdy Metella     | FRA França         | 51.32 |       |
| 10   | 1       | 7    | Naoki Mizunuma    | JPN Japão          | 51.46 |       |
| 11   | 2       | 2    | Joshua Liendo     | CAN Canadá         | 51.50 |       |
| 12   | 2       | 7    | Nyls Korstanje    | NED Países Baixos  | 51.80 |       |
| 13   | 1       | 8    | Sun Jiajun        | CHN China          | 51.82 |       |
| 14   | 2       | 8    | Szebasztián Szabó | HUN Hungria        | 51.89 |       |
| 15   | 2       | 1    | Tom Shields       | USA Estados Unidos | 51.99 |       |
| 16   | 1       | 1    | Youssef Ramadan   | EGY Egito          | 52.27 |       |

### Final
Os três nadadores mais rápidos na final conquistaram as medalhas.
| Pos. | Raia | Nadador         | CON                | Tempo | Notas            |
| ---- | ---- | --------------- | ------------------ | ----- | ---------------- |
| 01 ! | 4    | Caeleb Dressel  | USA Estados Unidos | 49.45 | Recorde mundial  |
| 02 ! | 5    | Kristóf Milák   | HUN Hungria        | 49.68 | Recorde europeu  |
| 03 ! | 3    | Noè Ponti       | SUI Suíça          | 50.74 | Recorde nacional |
| 4    | 2    | Andrey Minakov  | ROC                | 50.88 |                  |
| 5    | 1    | Jakub Majerski  | POL Polônia        | 50.92 | Recorde nacional |
| 5    | 7    | Matthew Temple  | AUS Austrália      | 50.92 |                  |
| 7    | 8    | Luis Martínez   | GUA Guatemala      | 51.09 | Recorde nacional |
| 8    | 6    | Josif Miladinov | BUL Bulgária       | 51.49 |                  |

Legenda
| Recorde mundial      | Recorde mundial (World record)               |                       | Recorde africano                      | Recorde africano (African) |                                           | Q | Classificado por posição (Qualified) |
| Recorde olímpico     | Recorde olímpico (Olympic record)            | Recorde da América    | Recorde da América (Americas)         | q                          | Classificado por melhor tempo (Qualified) |   |                                      |
| Melhor marca do ano  | Melhor marca do ano (World leading)          | Recorde asiático      | Recorde asiático (Asian)              | DNS                        | Não largou (Did not start)                |   |                                      |
| Recorde nacional     | Recorde nacional (National record)           | Recorde europeu       | Recorde europeu (European)            | DNF                        | Não terminou (Did not finish)             |   |                                      |
| Recorde pessoal      | Recorde pessoal do atleta (Personal best)    | Recorde da Oceania    | Recorde da Oceania (Oceania)          | DSQ / DQ                   | Desclassificado (Disqualified)            |   |                                      |
| Recorde da temporada | Recorde da temporada do atleta (Season best) | Recorde sul-americano | Recorde sul-americano (South America) | NM                         | Sem marca (No mark)                       |   |                                      |